# Begonia meriraiensis
Espèce
Begonia meriraiensis est une espèce de plantes de la famille des Begoniaceae. Ce bégonia est originaire de Bornéo. L'espèce a été décrite en 2009 par Sang Julia et Ruth Kiew (1946-…). L'épithète spécifique meriraiensis signifie « de Merirai », en référence à Merirai, un cours d'eau situé dans l'état de Sarawak à Bornéo.

## Répartition géographique
Cette espèce est originaire de Bornéo.